# Mariä-Empfängnis-Kirche (Krakau-Warschauer Vorstadt)

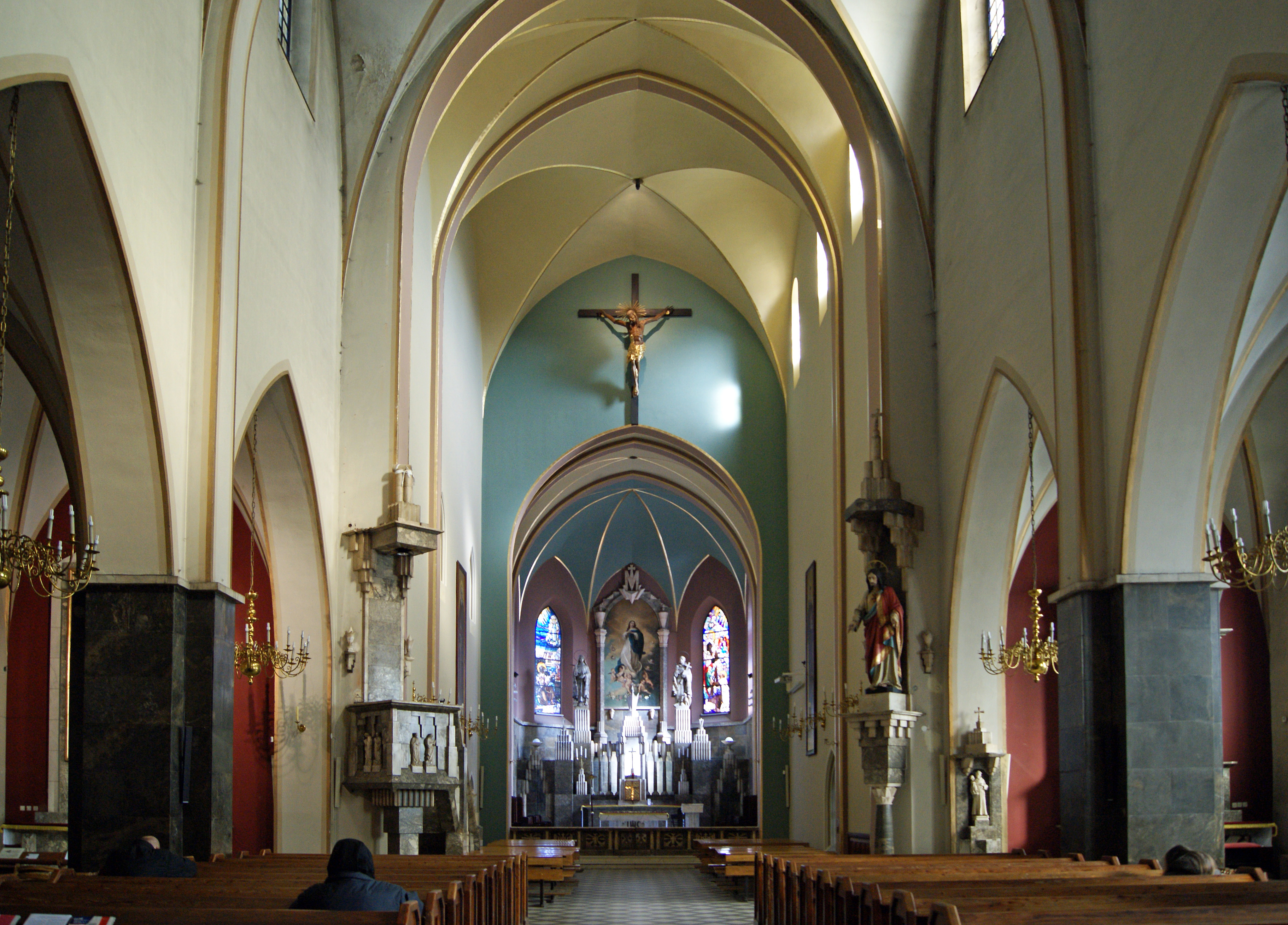
Innenraum

Die Mariä-Empfängnis-Kirche (polnisch Kościół Niepokalanego Poczęcia Najświętszej Maryi Panny) in Krakau ist eine katholische Kirche im Stil der Neugotik an der ul. Rakowicka 18 im Stadtteil Warschauer Vorstadt.

## Geschichte
Die Kirche wurde in den Jahren 1907 bis 1932 für die Karmeliterinnen von Tadeusz Stryjeński gebaut. Die Fertigstellung des Baus verzögerte der Erste Weltkrieg und die Weltwirtschaftskrise. So konnte die Kirche erst 1932 von Kardinal Adam Stefan Sapieha eingeweiht werden.